# Victor Ruzo
Victor Ruzo, de son vrai nom Victor Rutz (né le 22 décembre 1913 à Saint-Gall et décédé le 26 mars 2008 à Montreux) est un artiste peintre suisse.

## Biographie
En 1915, sa famille s'installe à Zürich où l'artiste vivra jusqu'en 1946. Il y effectue sa scolarité, puis de 1928 à 1931 poursuit un apprentissage de styliste et de dessinateur de catalogues de mode. En 1934, il épouse Maria Luisa Wilhelmine Wedeking (1914-2014), nommée également Ria Rutz. Ils auront ensemble quatre enfants. De 1931 à 1950, sous son nom d'origine, il conçoit et réalise environ 200 affiches qui lui valeront une renommée internationale à l'époque où l'affiche suisse comptait parmi les plus créatives du monde.
- 1945 : Victor Ruzo s'installe à Vevey où il est le voisin de Charles-Édouard Jeanneret-Gris.
- 1949 : Il se rend sur la Côte d'Azur et le 2 août de cette même année, il reçoit la visite de Pablo Picasso. Ce séjour est très fructueux pour l'artiste puisque Sir Winston Churchill prend contact avec lui et que la mécène américaine Florence Gould, propriétaire d'une fabuleuse collection d'œuvres d'art, lui propose de s'occuper de la promotion de ses œuvres. Mais il préfèrera rentrer en Suisse et d'entreprendre par la suite la réalisation de son fameux « tableau tournant » qui demandera quinze années de réflexion et de travail avant d'être terminée.
- 1955 : Il conçoit et réalise la nouvelle affiche de la fête des Vignerons.
- 1956 : Parution à New York d'un livre sur Victor Ruzo écrit par L.P. Kuperman.
- 1960 : Le président de la Confédération, Paul Chaudet, lui fait l'amitié de sa présence lors de la pendaison de crémaillère de sa nouvelle demeure, baptisée « La Muse », qui domine le lac Léman dans le quartier de Territet à Montreux.
- 1962 : Parution d'un livre en cinq langues rédigé par le critique d'art parisien, M. François Depret et l'historien d'art zurichois, le Dr. W.Y. Müller.
- 1964 : Il est choisi pour représenter l'art suisse et décorer le Pavillon de la Suisse à l'exposition internationale de New York.
- 1969-1971 : Marc Michel réalise un film de 90 minutes sur le « tableau tournant », Format 35 mm panoramique.
- 1971-1972 : Il effectue un grand périple en Extrême-Orient où il visite l'Inde, le Japon, la Thaïlande et les Philippines.
- 1979 : Un grand malheur frappe la famille Rutz : La plus jeune des filles, Mimosa, perd la vue et devient paralytique. Victor Ruzo cesse alors de peindre pendant deux ans.
- 1982 : Parution aux éditions ABC Verlag Zürich d'un livre monographique écrit par Hans Neuburg et Adolf Wirz.
- 1988 : Création de la fondation Ruzo, fondation à double fonction dont la première est de pouvoir à la fois servir d'établissement médico-social pour des personnes atteintes d'un handicap physique, et la seconde fonction, d'offrir en permanence au public un lieu d'exposition artistique.
- 1989 : Étude d'un musée d'exposition et d'archives Ruzo dont la tâche serait d'établir une classification de l'œuvre immense de Victor Ruzo.
- 1992 : Ouverture du « Musée-Archives Ruzo » à Territet.
- De 1966 à 1997, il crée de nombreuses œuvres sur aluminium avec une émulsion spéciale de son invention.
- 23 mars 1997 : C'est le drame absolu : Sa demeure est ravagée par un terrible incendie qui détruit environ 5000 tableaux et qui emporte sa fille Mimosa.
- 1998 : Encouragé par sa femme, il recommence à peindre. Ses œuvres augmentent encore en densité et en profondeur. Il peint sans répit, avec acharnement, "comme un fou." Cette folie créative est devenue une nécessité nourrissant son insatiable imagination.
- 1999 : Inauguration de la reconstruction de sa nouvelle demeure de Territet qu'il a entièrement conçu lui-même à l'image d'un musée.
- 2003 : Exposition au palais de Marbre du Musée russe de Saint-Pétersbourg. La direction du Musée lui proposera également de publier un livre monographique, édité en trois langues, intitulé : Victor Ruzo. La Vie et l'Œuvre du peintre (Éditions Palace).